# Frontocnephalia angusta
Frontocnephalia angusta är en tvåvingeart som beskrevs av Townsend 1916. Frontocnephalia angusta ingår i släktet Frontocnephalia och familjen parasitflugor. Inga underarter finns listade i Catalogue of Life.